# Felip Ortiz
Felip Ortiz Martínez (ur. 27 kwietnia 1977 w Lleidzie) – hiszpański piłkarz grający na pozycji bramkarza.

## Kariera
Grał w juniorach klubów AEM Lledia i FC Barcelona. Seniorską karierę rozpoczął w 1995 roku w zespole „B” Barcelony, gdzie do 1999 roku rozegrał 34 mecze ligowe. Następnie został zawodnikiem Extremadury. W 2002 roku jego pracodawcą został Gimnàstic Tarragona, w którym grał przez trzy sezony. Później był piłkarzem Salamanki, Orihueli, Gimnàstiku, Ascó i Torreforty. W 2012 roku zakończył karierę.
Grał w młodzieżowych reprezentacjach Hiszpanii. W 2000 roku zdobył srebrny medal na igrzyskach olimpijskich.

## Statystyki ligowe
| Sezon         | Klub                | Liga               | Mecze | Gole |
| ------------- | ------------------- | ------------------ | ----- | ---- |
| 1995/1996     | FC Barcelona B      | Segunda División   | 0     | 0    |
| 1996/1997     | FC Barcelona B      | Segunda División   | 4     | 0    |
| 1997/1998     | FC Barcelona B      | Segunda División B | 4     | 0    |
| 1998/1999     | FC Barcelona B      | Segunda División   | 26    | 0    |
| 1999/2000     | CF Extremadura      | Segunda División   | 4     | 0    |
| 2000/2001     | CF Extremadura      | Segunda División   | 7     | 0    |
| 2001/2002     | CF Extremadura      | Segunda División   | 42    | 0    |
| 2002/2003     | Gimnàstic Tarragona | Segunda División B | 27    | 0    |
| 2003/2004     | Gimnàstic Tarragona | Segunda División B | 38    | 0    |
| 2004/2005     | Gimnàstic Tarragona | Segunda División   | 14    | 0    |
| 2005/2006     | UD Salamanca        | Segunda División B | 36    | 0    |
| 2006/2007     | UD Salamanca        | Segunda División   | 25    | 0    |
| 2007/2008     | Orihuela CF         | Segunda División B | 22    | 0    |
| 2008/2009     | Gimnàstic Tarragona | Segunda División B | 7     | 0    |
| 2009/2010     | Gimnàstic Tarragona | Segunda División B | 1     | 0    |
| 2010/2011     | FC Ascó             | Tercera División   | ?     | ?    |
| 2011/2012     | FC Ascó             | Primera Catalana   | ?     | ?    |
| 2012/2013 (j) | CDC Torreforta      | Segunda Catalana   | ?     | ?    |